# クリスティアン・カフリナ
クリスティアン・カフリナ（Kristijan Kahlina 、1992年7月24日 - ）は、クロアチア・ザグレブ出身のプロサッカー選手。シャーロットFC所属。ポジションは、ゴールキーパー。